# Ajantagrottorna
Ajantagrottorna (engelska: Ajanta Caves, marathi: अजिंठा-वेरूळची लेणी) är grottor  nära byn Ajanta (Adsjanta, Ajujnthi) i den indiska delstaten Maharashtra, tidigare furstendömet Hyderabad, norr om städerna Aurangabad och grottorna i Ellora, vid södra foten av det bergspass, som för till forna provinsen Khandesh. 
I norra delen av detta pass, i riktning mot Khandesh, leder en djup hålväg in i det inre av bergen till en stor grupp grottempel, i konstnärligt hänseende de mest fulländade och omsorgsfullast utförda av alla liknande byggnadsverk i Indien. I den hårda klippmassan är med otrolig möda uthuggna inte mindre än 24 klosterceller och 5 tempel, vilkas väggar är täckta dels med inskrifter, dels med högreliefer och freskobilder i lysande färger. 
Motiven är hämtade från buddhismen, och tiden för byggnadsverkens tillkomst anses ligga mellan 200 f.Kr. och 600 e.Kr. 
Grottorna blev 1983 uppsatta på Unescos världsarvslista.

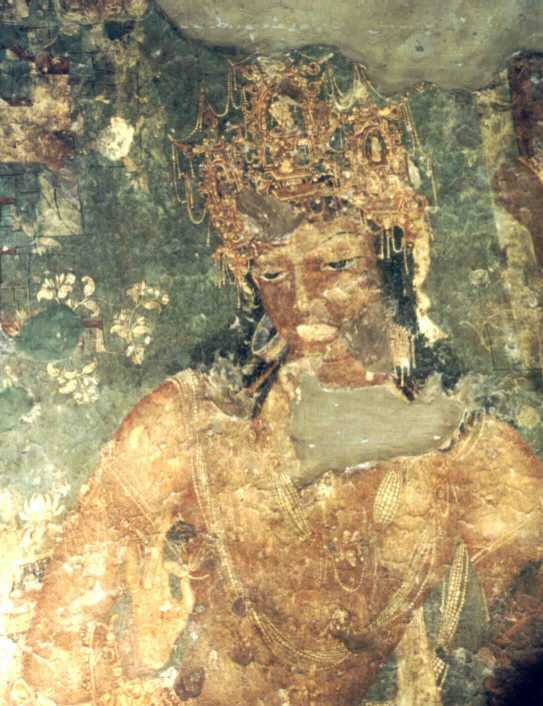
Fresk i Ajantagrottorna.